# 寂室元光

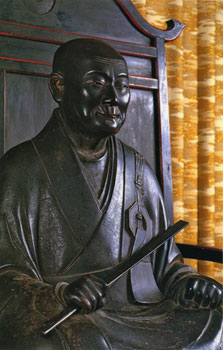
寂室元光

寂室元光（じゃくしつげんこう、正応3年5月15日（1290年6月23日）- 貞治6年/正平22年9月1日（1367年9月25日））は、鎌倉時代後期から南北朝時代にかけての臨済宗の僧。美作高田の出身。俗姓は藤原氏。一説によれば小野宮藤原実頼の後裔とされる。諱は元光。道号は初め鉄船と号したがのちに寂室と称する。諡号は円応禅師、昭和3年11月には正燈国師の諡号あり。

## 生涯
正応3年（1290年）、美作高田（岡山県真庭市勝山町）にて小野宮実頼（900～970）の七世の子孫として生まれた。両親の希望により13歳で山城国三聖寺の無為昭元（1245～1311）のもとで沙弥となり、15歳にて出家した。その後鎌倉禅興寺の約翁徳倹、武蔵金沢称名寺の慧雲、一山一寧などに師事した。元応2年（1320年）に可翁宗然らと共に中国の元に渡り、天目山の中峰明本、径山の元叟行端などに参禅し、中峰から寂室の道号を与えられた。嘉暦元年（1326年）に帰国し、以後25年間は中国地方、中部地方など各地を行脚した。備後永徳寺、摂津福源寺などを開き一時留まったりもしている。
正平16年/康安元年（1361年）、近江守護六角氏頼の帰依を得て、永源寺の開山となった。師・中峰の隠遁的な禅を受け継ぎ、世俗から離れ、生涯黒衣の平僧として過ごした。時の天皇や室町幕府から京都天龍寺・鎌倉建長寺などへ拝請されたが、受けることなく永源寺に隠棲した。
詩・偈・墨跡は特にすぐれ、重要文化財に指定されているものもある。

## 文化財
- 寂室元光墨蹟（瑞岩号）（新潟県　貞観園保存会）
- 寂室元光消息（二月九日 華厳寺宛）（滋賀県　永源寺）
- 寂室元光墨蹟（風撹飛泉詩）（滋賀県　永源寺）
- 寂室元光墨蹟（遺偈 貞治六年九月一日〉（滋賀県　永源寺）
- 寂室元光墨蹟（越谿字号并説 貞治五年仲秋月）（蝋牋） （滋賀県　退蔵寺）
- 寂室元光消息（極月廿四日 華蔵院宛）（京都国立博物館）
- 寂室元光筆消息（六月十八日 孤峰覚明宛）（京都府 法雲院）
- 寂室元光筆大慧禅師法語（京都府 北村美術館）
- 寂室元光墨蹟（与弥天釈侍者付衣偈 貞治丙午臘月）（京都府　承天閣美術館）

※全て国の重要文化財。

## 関連文献
- 入矢義高著・訳注 『寂室　日本の禅語録　第10巻』 講談社、1979年
寂室－高潔の禅者／現代語訳 永源寂室和尚語
- 原田龍門 『寂室元光』 春秋社、1980年
- 浪本澤一 『寂室元光　林下の禅者』 創林社、1983年